# Barré rouge

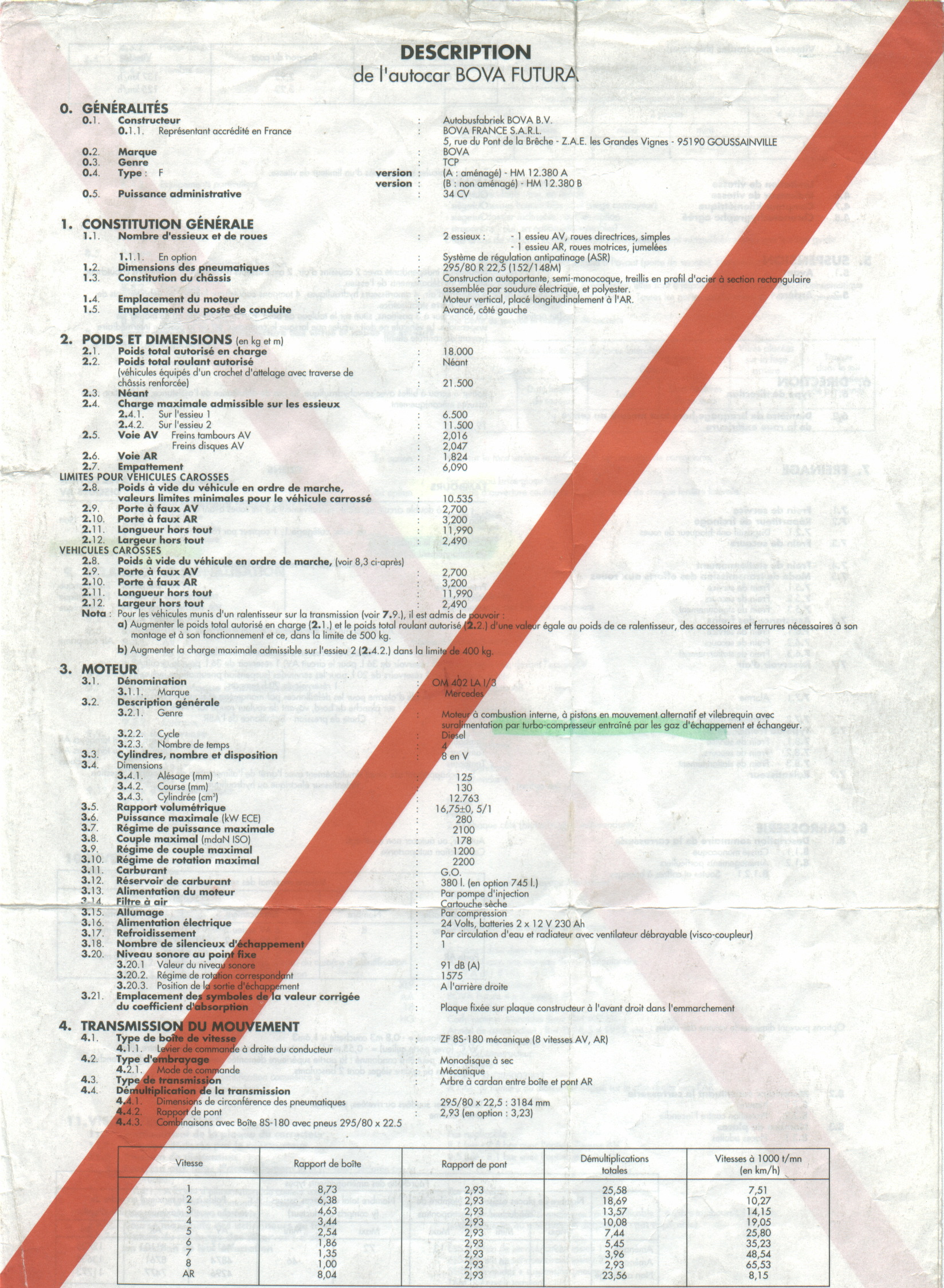

Le barré rouge est, en France, la notice descriptive d'un véhicule à moteur. Il existe pour toutes les catégories en circulation, de la voiture particulière aux engins agricoles, en passant par les motos, poids lourds et véhicules de transport en commun.

## Apparence

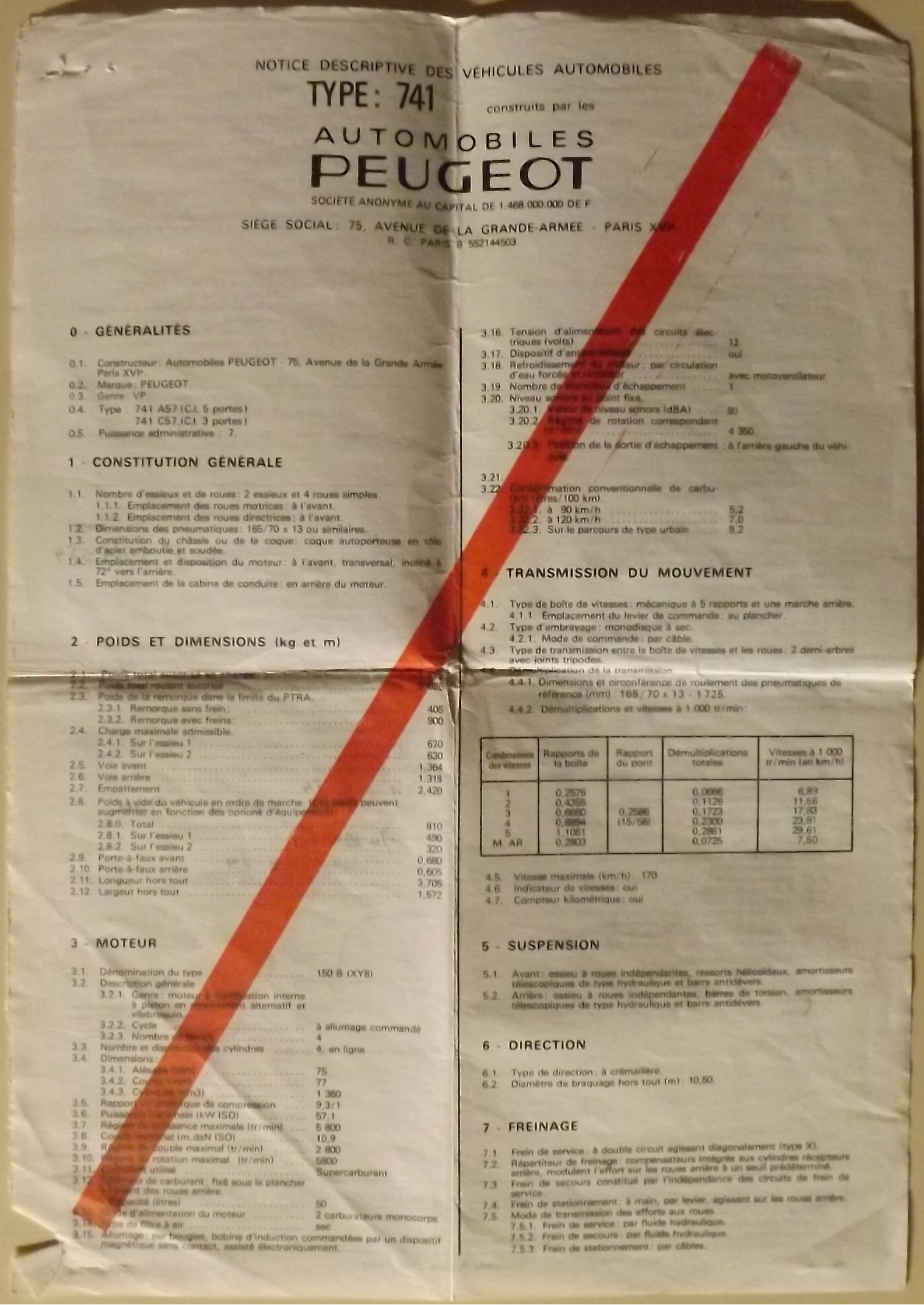
Barré rouge Peugeot 205 GT de 1984 (recto).

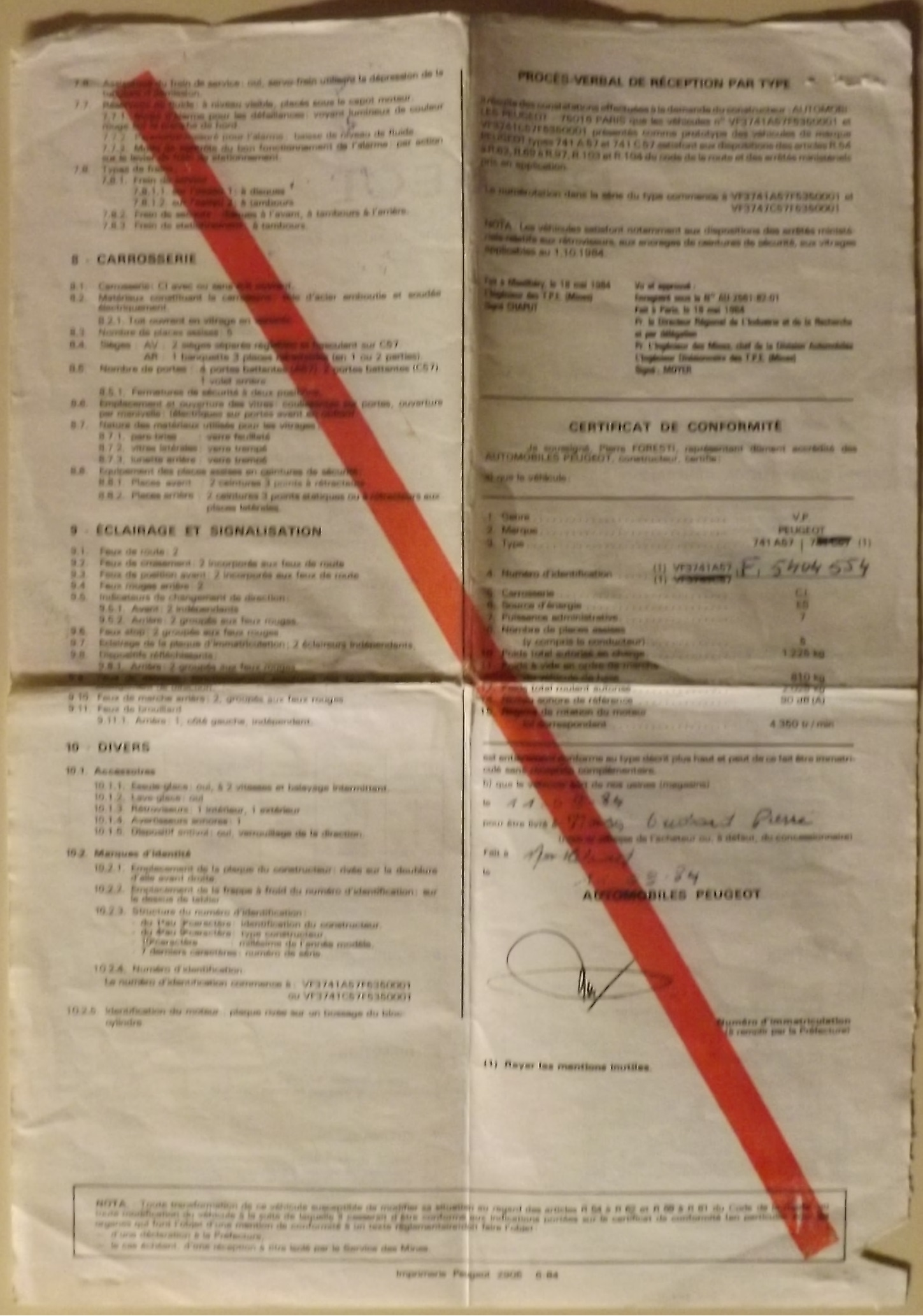
Barré rouge Peugeot 205 GT de 1984 (verso).

Le document, qui peut comporter plusieurs pages, se présente sous la forme suivante :
- 0. Généralités
  - identité constructeur, dénomination sociale (représentant en France si société étrangère), puissance fiscale

- 1. Constitution générale du véhicule
  - nombre d'essieux, taille des pneus…

- 2. Dimensions et poids
  - longueur totale, largeur, empattement, porte-à-faux, PTAC, PTRA, charge maximale à l'essieu, etc.

- 3. Moteur
  - disposition, cylindrée, puissance, couple, énergie, volume réservoir, niveau sonore, alimentation électrique, refroidissement

- 4. Transmission du mouvement
  - démultiplication boîte, vitesses intermédiaires selon rapport

- 5. Suspension
  - hydraulique, pneumatique

- 6. Direction
  - (assistance), diamètre de braquage

- 7. Freinage
  - tambours, disques, freins de service/stationnement, (dispositifs antiblocage/antipatinage)

- 8. Carrosserie
  - matériaux, assemblage, nombre de places

- 9. Éclairage et signalisation
  - couleur et position feux AV/AR

- 10. Divers
  - accessoires annexes (rétroviseurs, avertisseur sonore…), emplacement plaques constructeur-moteur, identification châssis

- 11. Visites techniques

Accompagné à la fin, d'un procès-verbal de réception aux mines, obtenu auprès des DREAL (anciennement DRIRE), ainsi qu'un certificat de conformité visé du constructeur.

## Destinations
En tant que titre d'homologation, le barré rouge est souvent exigé par les services préfectoraux en vue de ré-immatriculer un véhicule ayant changé d'affectation (cas les plus courants : autocar transformé en camping-car, véhicule de transport de marchandises déclassé). Ce qui place les propriétaires de modèles très anciens dans l'embarras, si les papiers d'origine ont été perdus. Difficultés renforcées le cas échéant, lorsque le véhicule provient d'une région hors UE. La présentation de l'engin dans ses nouvelles caractéristiques est dite réception à titre isolé.
Il permet plus simplement au technicien, lors d'un contrôle, de savoir si des modifications non réglementaires ont été apportées au véhicule qu'il examine.

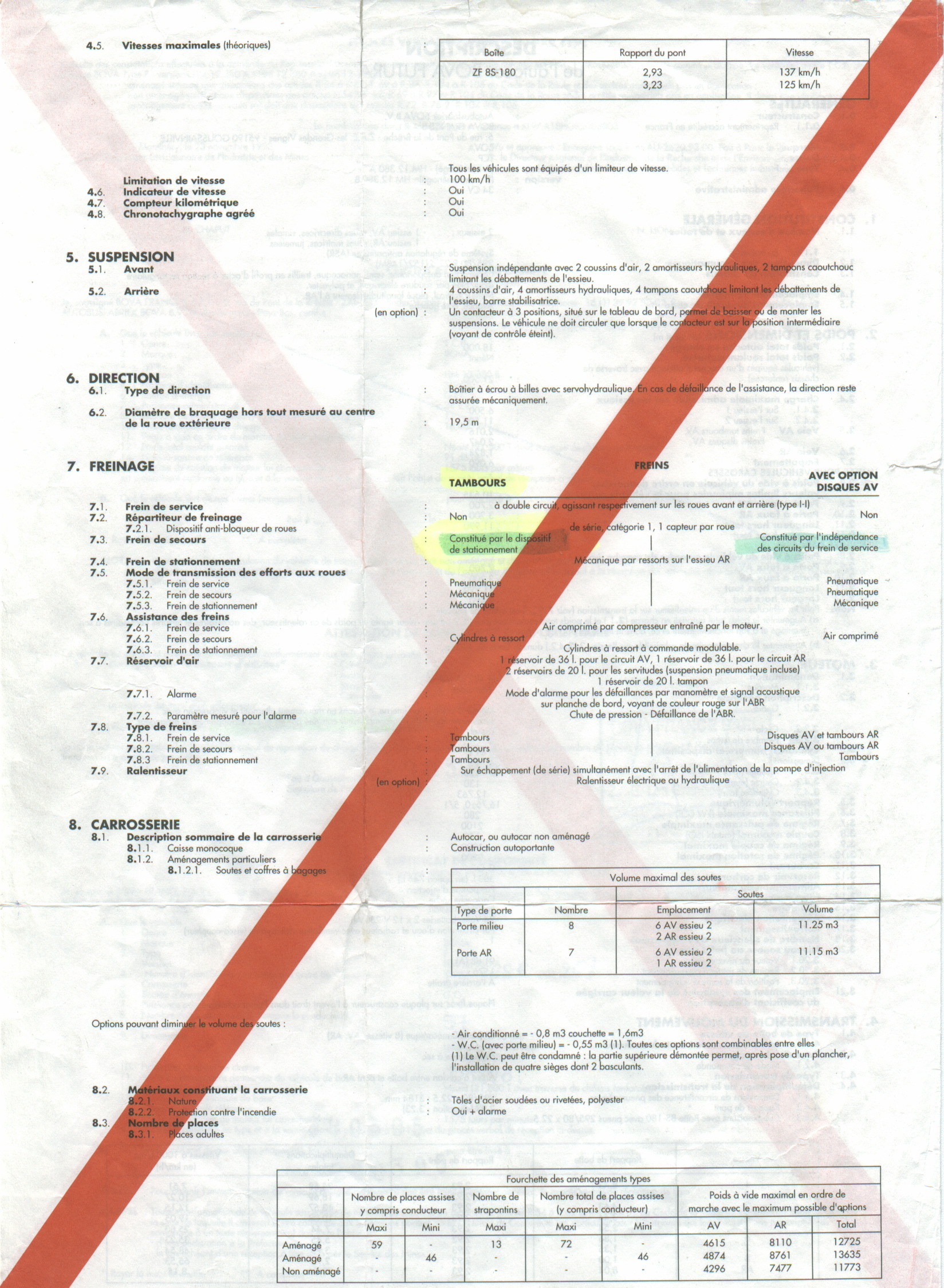

## Conformité des véhicules aux notices descriptives des prototypes réceptionnés
Les fonctionnaires de la direction régionale de l'industrie, de la recherche et de l'environnement peuvent prélever gratuitement des véhicules ou éléments de véhicules, dont le type a fait l'objet d'une réception, chez les constructeurs, importateurs ou revendeurs en vue de contrôler la conformité de ces véhicules aux notices descriptives des prototypes réceptionnés. Après contrôle, les véhicules sont restitués. S'il apparaît que les véhicules contrôlés ne sont pas conformes à la notice descriptive du prototype réceptionné, le procès-verbal de réception peut être annulé par décision du ministre chargé des transports.